# Râul Păltiniș, Bâsca Roziliei
Râul Păltiniș este un afluent al râului Bâsca Roziliei. Se formează la  confluența brațelor Păltinișul Mare și Păltinișul Mic

## Hărți
- Harta Siriu - Trasee Montane
- Harta Munții Buzăului [nefuncțională – arhivă]